# Stari Majaky
Stari Majaky (ukrainisch Старі Маяки; russisch Старые Маяки/Staryje Majaki) ist ein Dorf im Süden der Ukraine, etwa 49 Kilometer nordwestlich von der Rajonshauptstadt Beresiwka und etwa 100 Kilometer nördlich von der Oblasthauptstadt Odessa entfernt.

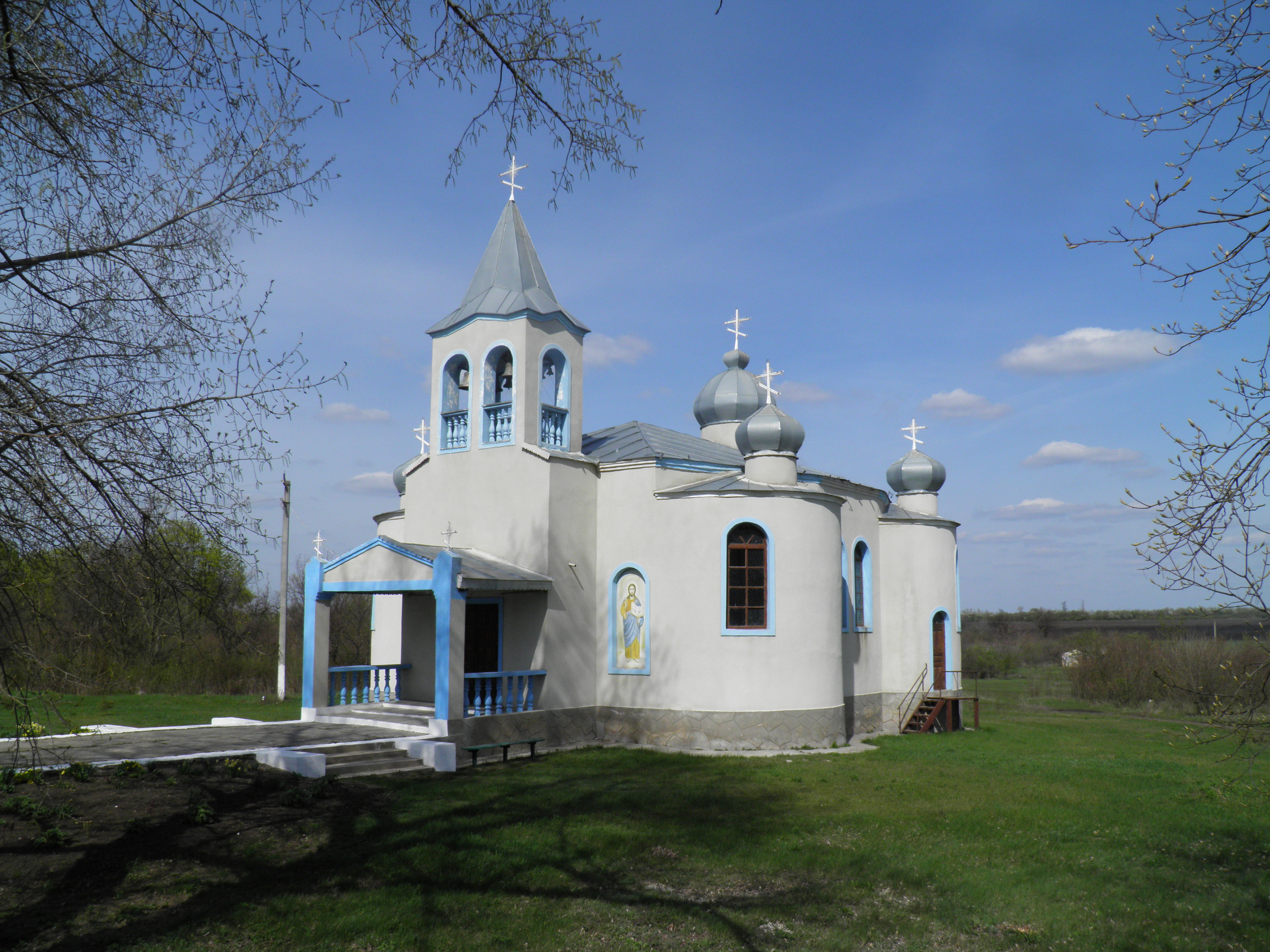
Kirche im Ort

## Geschichte
Das Dorf entstand nach der Abschaffung der Leibeigenschaft ab 1861, der Name geht auf an einer Straßenstation errichteten Leuchttürme zurück.

## Verwaltungsgliederung
Am 12. Juni 2020 wurde das Dorf zum Zentrum der neugegründeten Landgemeinde Stari Majaky (Старомаяківська сільська громада/Staromajakiwska silska hromada). Zu dieser zählen auch noch die 17 in der untenstehenden Tabelle aufgelisteten Dörfer, bis dahin bildete es zusammen mit den Dörfern  Buzy, Jakymiw Jar, Nowi Majaky, Solotschiwske und Tymofijiwka die gleichnamige Landratsgemeinde Stari Majaky (Старомаяківська сільська рада/Staromajakiwska silska rada) im Osten des Rajons Schyrjajewe.
Seit dem 17. Juli 2020 ist sie ein Teil des Rajons Beresiwka.
Folgende Orte sind neben dem Hauptort Stari Majaky Teil der Gemeinde:
| Name                     | Name          | Name                           |
| ukrainisch transkribiert | ukrainisch    | russisch                       |
| ------------------------ | ------------- | ------------------------------ |
| Buzy                     | Буци          | Буцы                           |
| Doktorowe                | Докторове     | Докторово (Doktorowo)          |
| Jakymiw Jar              | Якимів Яр     | Акимов Яр (Akimow Jar)         |
| Lidiwka                  | Лідівка       | Лидовка (Lidowka)              |
| Marjiwka                 | Мар'ївка      | Марьевка (Marjewka)            |
| Mykolajiwka              | Миколаївка    | Николаевка (Nikolajewka)       |
| Nowi Majaky              | Нові Маяки    | Новые Маяки (Nowyje Majaki)    |
| Nowoandrijiwka           | Новоандріївка | Новоандреевка (Nowoandrejewka) |
| Nowopawliwka             | Новопавлівка  | Новопавловка (Nowopawlowka)    |
| Preobraschenka           | Преображенка  | Преображенка                   |
| Sirka                    | Зірка         | Зирка                          |
| Sitschnewe               | Січневе       | Сичнево (Sitschnewo)           |
| Skossariwske             | Скосарівське  | Скосаревское (Skossarewskoje)  |
| Solotschiwske            | Золочівське   | Золочевское (Solotschewskoje)  |
| Tschornyj Kut            | Чорний Кут    | Чёрный Кут (Tschjorny Kut)     |
| Tymofijiwka              | Тимофіївка    | Тимофеевка (Timofejewka)       |
| Wiktoriwka               | Вікторівка    | Викторовка (Wiktorowka)        |